# Visibilidad interferométrica
La visibilidad interferométrica (también conocida como visibilidad de interferencia y visibilidad de franjas, o simplemente visibilidad) cuantifica el contraste del patrón de interferencia en cualquier sistema que exhiba un comportamiento ondulatorio, como es el caso de las ondas electromagnéticas de la luz, las ondas de probabilidad de la mecánica cuántica o las ondas en un fluido. Generalmente, cuando dos o más ondas se combinan (interfieren) hay una diferencia de fase entre ellas; debido a esto la potencia o intensidad (probabilidad o población en el caso cuántico) de la onda resultante forma un patrón de interferencia. El patrón puede ser visible a simple vista si la diferencia de fase varía espacialmente, como en el experimento de la doble rendija. Por otro lado, la diferencia de fase también puede ser controlada por el experimentador, como por ejemplo ajustando la longitud de los brazos en un interferómetro. La visibilidad se define como el cociente de la diferencia de amplitud máxima y mínima de estas oscilaciones y la suma de sus intensidades individuales.
La visibilidad interferomtrica proporciona una manera práctica de medir la coherencia de dos ondas (o de una onda consigo misma). Una definición teórica de la coherencia está dada por el grado de coherencia, utilizando el concepto de correlación.

## Visibilidad en óptica

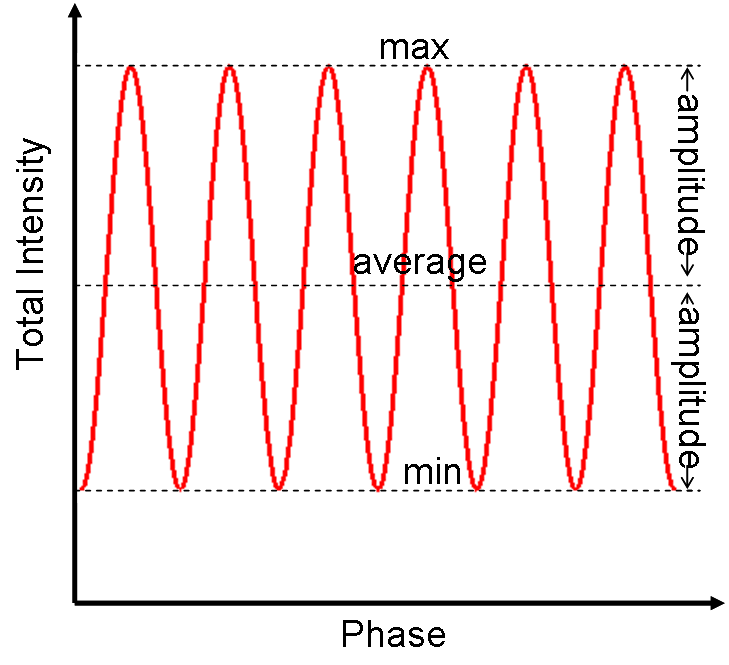
Visibilidad en un interferómetro Mach–Zehnder, Michelson o Sagnac.

En interferómetros ópticos lineales (como el interferómetro Mach–Zehnder, el interferómetro de Michelson y el  interferómetro Sagnac), la interferencia se manifiesta como oscilaciones de intensidad en el tiempo o en el espacio, que se conocen como franjas. Bajo estas circunstancias, la visibilidad también se conoce por el nombre de  "visibilidad de Michelson"  o "visibilidad de franjas." Para este tipo de interferencia, la suma de las intensidades (potencias) de las dos ondas en interferencia equivale a la intensidad promedio a lo largo de un cierto intervalo temporal o región espacial. La visibilidad se puede escribir como
{\displaystyle \nu =A/{\bar {I}},}
en términos de la amplitud de la envolvente de las oscilaciones de intensidad y la intensidad promedio
{\displaystyle A=(I_{\max }-I_{\min })/2,}
{\displaystyle {\bar {I}}=(I_{\max }+I_{\min })/2.}
De modo que la expresión de la visibilidad puede reescribirse como
{\displaystyle \nu ={\frac {I_{\max }-I_{\min }}{I_{\max }+I_{\min }}},}
donde Imax es la intensidad máxima de las oscilaciones y Imin la intensidad mínima. Si los dos campos ópticos son fuentes puntuales idealmente monocromáticos (cada uno de ellos está formado por una sola longitud de onda sola) con la misma polarización, entonces la visibilidad será
{\displaystyle \nu ={\frac {2{\sqrt {I_{1}I_{2}}}}{I_{1}+I_{2}}},}
Dónde {\d{\displaystyle I_{1}}splaystyle I_{1}} y {\displaystyle I_{2}} indican la intensidad de la onda respectiva.{\displaystyle I_{1}}{\displaystyle I_{2}}  Cualquier diferencia entre los campos ópticos producir una disminución de la visibilidad. En este sentido, la visibilidad es una medida de la coherencia entre las dos ondas. Una definición teórica para este concepto viene dada por el grado de coherencia.  Esta definición de visibilidad que hemos proporcionado es aplicable directamente aplica a la interferencia de ondas de agua y señales eléctricas.

## Visibilidad en mecánica cuántica
Dado que la ecuación de Schrödinger es una ecuación de onda y todos los sistemas se describen como ondas en mecánica cuántica, la interferencia es un fenómeno ubicuo en el régimen cuántico. Algunos ejemplos: los condensados de Bose–Einstein pueden exhibir franjas de interferencia. También las poblaciones de niveles atómicos en un interferómetro Ramsey. Fotones, átomos, electrones, neutrones y moléculas han exhibido interferencia en experimentos de doble rendija.